# Franz Ediger
Franz Ediger (* 10. Dezember 1894 in Danzig; † im 20. Jahrhundert) war ein deutscher Gewerkschafter und liberaler Politiker (DDP, LDPD).
Ediger war der Sohn eines Kaufmanns in Danzig. Er besuchte die St. Katharinenschule und machte eine kaufmännische Ausbildung. Danach lebte er als Angestellter in Danzig. 1914 bis 1916 war er Soldat an der Front. Nach mehreren Verwundungen leistete er dann bis zum Ende des Ersten Weltkriegs Heeresverwaltungsdienst. Nach dem Krieg war er bis März 1921 bei der Korpsintendantur 17 in Danzig tätig. Er war Mitglied im Gewerkschaftsbund der Angestellten und wurde am 1. April 1921 Geschäftsführer dieser Gewerkschaft.
In der Freien Stadt Danzig wurde er bei der Volkstagswahl in Danzig 1923 auf der Liste „Freie Vereinigung der Beamten, Angestellten und Arbeiter“ (ABA) in den Volkstag gewählt, dem er bis 1927 angehörte. Er war Mitglied der DDP.
1945 musste er aus Danzig flüchten. Seine Flucht führte ihn in die SBZ, wo er sich der LDPD anschloss. In der LDPD wurde er führender Vertriebenenpolitiker ohne jedoch ein Mandat zu erhalten. Er vertrat im Sinne der sozialistischen Machthaber die Position, die „Umsiedler“ sollten schnell sesshaft gemacht werden und keine Ansprüche an die Rückkehr in die Heimat verfolgen.